# Френкель, Ян Абрамович
Ян Абра́мович Фре́нкель (21 ноября 1920, Киев, Украинская ССР — 25 августа 1989, Рига) — советский композитор-песенник. Народный артист СССР (1989), лауреат Государственной премии СССР (1982). 
Выступал также как певец, скрипач, гитарист, пианист, актёр. 
Участник Великой Отечественной войны.

## Биография
По официальным документам родился 21 ноября 1920 года (по семейной информации — 1924 года, по другим источникам — в 1925 году или в 1918/1919 году) в Киеве (по другим источникам — в городе Пологи Екатеринославской губернии) в еврейской семье. Учился игре на скрипке под руководством отца — речицкого мещанина, парикмахера Абрама Натановича Френкеля (1885—1982). Мать — Нехума Нухимовна (Нина Наумовна) Дымерец (1893—1936), белошвейка, уроженка Дымера (Киевского уезда). В семье росло пятеро детей — по старшинству: Михаил (1913), Мария (в замужестве Харитон), Татьяна, Ян и Зоя (1930—2015).
Детские годы провёл в Пологах. В 1934 году был принят в десятилетнюю музыкальную школу-интернат для одарённых детей при Киевской консерватории. В 1938—1941 годах учился в Киевской консерватории имени П. И. Чайковского по классу скрипки у Якова Магазинера и по классу композиции у Бориса Лятошинского. 
С началом войны поступил в Оренбургское зенитное училище. Играл на скрипке в оркестре кинотеатра «Аврора». По окончании училища в 1942 году принимал участие в боевых действиях, был тяжело ранен и после лечения с 1943 года до конца войны служил во фронтовом театре, играя на рояле, скрипке, аккордеоне.
После войны с 1946 года жил в Москве, делал оркестровки крупных произведений и играл на скрипке в различных ресторанах столицы, руководил собственным ансамблем. В комбинате Музыкального фонда работал корректором.
Свою первую песню «Шёл пилот по переулку» на слова Мориса Слободского и Александра Раскина написал в 1942 году, будучи курсантом, однако по-настоящему ощутил призвание композитора-песенника только в 1960-е, когда получила известность его песня «Годы» на стихи Марка Лисянского. В дальнейшем работал с такими соавторами, как Михаил Танич, Игорь Шаферан, супруги Константин Ваншенкин и Инна Гофф.
Записал несколько своих песен с Тульским государственным хором, которым руководил его друг народный артист РСФСР Иосиф Михайловский.
В 1969 году, благодаря идее Марка Бернеса, появилась известная песня «Журавли» на стихотворение Расула Гамзатова в переводе Наума Гребнева.

Памятник на Новодевичьем Френкелю Яну Абрамовичу (Москва, 2017)

Выступал в концертах с исполнением собственных песен, обычно публика пела вместе с ним. Его произведения были в репертуаре Анны Герман, Иосифа Кобзона, Георга Отса, Михаила Чуева, Нани Брегвадзе, Марка Бернеса, Эмиля Горовца, Майи Кристалинской.
Писал музыку к драматическим спектаклям, кинофильмам, мультфильмам. Снялся как актёр в трёх фильмах. В начале 1970-х годов участвовал в составе жюри популярного телевизионного конкурса «Алло, мы ищем таланты!».
Автор ряда статей на музыкально-публицистические темы. Член Союза композиторов СССР. В 1979 году на IV съезде композиторов Российской Федерации был избран заместителем председателя правления Союза композиторов РСФСР.
Михаил Танич писал, что Френкель «был очень талантливым мелодистом, тактичным и обходительным человеком в жизни — из тех людей, у которых не бывает врагов».
Ян Френкель скончался 25 августа 1989 года в Риге от рака лёгких, вызванного многолетним курением. Похоронен в Москве на Новодевичьем кладбище (участок № 10). Свой последний концерт композитор сыграл весной того же года в Томске.

### Семья
Его жена Наталия Михайловна, урождённая Лорис-Меликова, актриса, умерла в середине 1990-х. Дочь Нина с 1980 года проживает в Италии, внук — Ян Френкель-младший — преподаватель фортепиано в колледже Коннектикута и один из руководителей объединённого джазово-духового оркестра колледжа и Академии береговой охраны США.
Проживал с семьёй в коммунальной квартире на Трубной площади в Москве, в дальнейшем на улице Новоалексеевской, д. 3. В последние годы жизни — на улице Готвальда (ныне улица Чаянова), д. 10. Мемориальная доска на этом доме была установлена в декабре 2000 года.

## Награды и звания
- 1973 — Народный артист Дагестанской АССР
- 1973 — Заслуженный деятель искусств РСФСР
- 1978 — Народный артист РСФСР
- 1978 — Медаль «100 лет освобождения Болгарии от Османского рабства»
- 1982 — Государственная премия СССР — за песни последних лет
- 1989 — Народный артист СССР
- Орден Дружбы народов

## Творчество

### Песни
- «Человек с теодолитом» (слова М. Танича)[11]

1958
- Дальняя песенка (стихи М. Лисянского)

1959
- Бежит, бежит машина (стихи Ю. Цейтлина)

1960
- Годы (стихи М. Лисянского)

1961
- Текстильный городок (стихи М. Танича)
- Лежат дороги на четыре стороны (стихи М. Танича)
- Песня о мечте (стихи М. Танича)
- На городской окраине (стихи Ю. Цейтлина)

1962
- Встают рассветы (стихи М. Танича)
- Самый верный человек — солдат (стихи М. Танича)
- Может—летом, может — зимой (стихи М. Танича)
- Вокзалы, вокзалы (стихи М. Танича)
- Олимпийский марш (стихи М. Танича)
- След колеса (стихи М. Танича)
- Уходили мальчишки (стихи М. Танича)
- Настоящие мужчины (стихи И. Шаферана и М. Владимова)
- Песня вечной юности (стихи М. Лисянского)
- Солдаты (стихи К. Ваншенкина)

1963
- Непоседа (стихи М. Танича)
- Как тебе служится? (стихи М. Танича)
- Влюблённый гарнизон (стихи М. Танича)
- Телефонные звонки (стихи М. Танича)
- Крылатые товарищи (стихи М. Танича)
- Баллада о земле (стихи А. Поперечного)
- Калина красная (стихи Е. Синицына)[12]
- Лети, серенада (стихи Дм. Иванова)
- Любопытный человек (стихи М. Лисянского)
- Напиши мне, мама, в Египет (стихи Л. Ошанина)
- Товарищи-технари (стихи М. Танича)
- Песня о кино (стихи М. Танича)
- Я спешу, извините меня (стихи К. Ваншенкина)

1964
- Алма-Ата (стихи Ю. Рихтера)
- Гитара (стихи А. Поперечного)
- Идёт рассвет (стихи Дм. Иванова)
- Материнское сердце (стихи К. Ваншенкина)
- Настя (стихи К. Ваншенкина)
- Нелётная погода (стихи К. Ваншенкина)
- Пароходные гудки (стихи М. Танича)
- Романтика (стихи А. Поперечного)
- Снежинки (стихи М. Танича)
- Электрички (стихи М. Танича)
- Шаги (стихи А. Поперечного)

1965
- Гаснут огни (стихи Дм. Иванова)
- До свиданья, облака (стихи Г. Колесникова)
- Земное притяжение (стихи Э. Внукова)
- Зимовье (стихи А. Поперечного)
- Командировочный народ (стихи М. Танича)
- Не забывайте рязанских девчат (стихи А. Зауриха)
- Послушай-ка, приятель! (стихи Л. Ошанина)
- Ровно восемь часов назад (стихи М. Танича)
- Студенческая серенада (стихи Ю. Цейтлина)
- Ну что тебе сказать про Сахалин? (стихи М. Танича)[13]

1966
- Август (стихи И. Гофф)
- Всем, кто идёт (стихи М. Танича)
- Заполярные свадьбы (стихи И. Кашежевой)
- Снежногорск (стихи И. Кашежевой)
- Здравствуй, Варшава! (стихи Л. Дербенёва)
- Стою под тополем (стихи Л. Вялкиной)
- Студенческая песня (стихи М. Танича)
- Тополя (стихи К. Ваншенкина)
- Фамилии наши простые (стихи М. Танича)
- Вальс расставания; из кинофильма «Женщины» (стихи К. Ваншенкина)
- Гуси-лебеди; из кинофильма «Женщины» (стихи М. Танича)
- Любовь —кольцо; из кинофильма «Женщины» (стихи М. Танича)

1967
- А самолёты сами не летают (стихи И. Шаферана)
- Белград (стихи Я. Хелемского)
- Будь что будет (стихи М. Танича)
- Десантная строевая (стихи К. Ваншенкина)
- Мы надели свои парашюты (стихи К. Ваншенкина)
- Приснись (стихи М. Пляцковского)
- Северный флот не подведёт (стихи И. Шаферана)
- Сколько видано (стихи И. Шаферана)
- Так уж бывает (стихи И. Шаферана и М. Танича)
- Я — подводная лодка (стихи И. Шаферана)

1968
- Говорят, геологи — романтики (стихи Л. Ошанина)
- Грустная песенка (стихи М. Светлова)
- Двадцатая весна (стихи И. Шаферана)
- Журавли (стихи Р. Гамзатова)
- Метелинки (стихи К. Ваншенкина)
- Музыкальная душа (стихи Л. Завальнюка)
- Мы ведём дороги (стихи В. Харитонова)
- Одуванчики (стихи К. Ваншенкина)
- От затемнённого вокзала (стихи К. Ваншенкина)
- Я прошу по заявке (стихи В. Харитонова)
- Ветер северный (стихи И. Гофф)
- Русское поле; из кинофильма «Новые приключения неуловимых» (стихи И. Гофф)
- Погоня; из кинофильма «Новые приключения неуловимых» (стихи Р. Рождественского)

1969
- А душа поёт (стихи И. Гофф)
- Дорога (стихи Ю. Левитанского)
- Жёлтые листья (стихи Р. Гамзатова)
- Летим за тридевять земель (стихи В. Гольцова)
- Не ищите виноватых (стихи М. Танича)
- Песня о ровеснике (стихи И. Гофф)
- Послушай (стихи К. Ваншенкина)
- Роман (стихи К. Ваншенкина)
- А что пилоту нужно (стихи И. Шаферана)
- Страна студентов (стихи И. Шаферана)
- Я живу вблизи аэродрома (стихи И. Гофф)
- Нейлоновое сердце; из кинофильма «Мужской разговор» (стихи И. Шаферана)

1970
- А я всю жизнь искал тебя (стихи В. Харитонова)
- В парке у Мамаева кургана (стихи И. Гофф)
- И всё-таки море (стихи И. Шаферана)
- Семнадцатилетние (стихи К. Ваншенкина)
- Тропка уходит(стихи К. Ваншенкина)
- Ты за партой сидишь, капитан (стихи Я. Акима)
- Баллада о гитаре и трубе (стихи Ю. Левитанского)
- Шахтёрский характер; из кинофильма «Шахтёрский характер» (стихи М. Матусовского)

1971
- Друзья мои (стихи И. Гофф)
- В новогоднюю ночь (стихи Р. Гамзатова)
- Океан (стихи М. Матусовского)
- Над окошком месяц; из кинофильма «Корона Российской империи» (стихи С. Есенина)
- Глухо спит война; из кинофильма «Корона Российской империи» (стихи Р. Рождественского)
- Мне бы дьявола-коня (Песня Яшки-цыгана); из кинофильма «Корона Российской империи» (стихи Р. Рождественского)
- Верба-Вербочка; из кинофильма «Корона Российской империи» (стихи Р. Рождественского)
- Песня Веры; из кинофильма «Корона Российской империи» (стихи Р. Рождественского)

1972
- Боюсь (стихи Р. Гамзатова)
- Доброму зрителю (стихи И. Шаферана)
- По Северной Двине (стихи К. Ваншенкина)
- Это было вчера (стихи М. Лисянского)
- Бедная овечка (стихи Р. Гамзатова)

1973
- Листопад (стихи И. Шаферана)
- Оглянись (стихи И. Гофф)
- Письмо учительнице (стихи М. Танича)
- Судьба (стихи Э. Пузырёва)
- Три привета; из телефильма «Анискин и Фантомас» (стихи И. Гофф)

1974
- Встречаю раннюю зарю (стихи К. Ваншенкина)
- Колокольчики нежно звенят (стихи Я. Козловского)
- Между мной и тобой (стихи М. Пляцковского)
- Ну, а лето продолжается (стихи И. Гофф)
- Спасибо тебе, дорогая (стихи М. Матусовского)

1975
- Лист осенний кружится (стихи П. Дариенко)
- Ты на море похожа (стихи И. Шаферана)
- Зимники России (стихи А. Внукова)
- Ты встречай меня; из кинофильма «Потому что люблю» (стихи М. Танича)

1976
- Нет, не прошла весна (стихи И. Гофф)
- Страна Октября (стихи Н. Доризо)
- Студенческая-дорожная; из кинофильма «Это мы не проходили» (стихи М. Львовского)
- Для тебя; из кинофильма «Когда наступает сентябрь» (стихи И. Шаферана)

1977
- Снова мамин голос слышу (стихи И. Шаферана)

1978
- Мой товарищ (стихи Н. Шумакова)
- Сыновья (стихи Р. Гамзатова)
- У нас любовь не получилась; из кинофильма «Вас ожидает гражданка Никанорова» (стихи И. Шаферана)

1979
- Маки (стихи К. Ваншенкина)
- Матери (стихи Р. Гамзатова)
- Мои болгарские друзья (стихи К. Ваншенкина)
- Моя глубинка (стихи И. Гофф)
- Обучаю игре на гитаре (стихи К. Ваншенкина)
- Снова ветка качнулась (стихи И. Гофф)

1980
- Твоё письмо (стихи Е. Долматовского)
- Взрослая пора (стихи Е. Долматовского)
- У меня всё тот же адрес (стихи Е. Долматовского)

1981
- Я — дипломат! (стихи Я. Зискинда)
- Восстановление; из документальной киноэпопеи «Всего дороже» (стихи К. Ваншенкина)

1982
- Здравствуй, лето (стихи Г. Коновал)

1983
- Вторая любовь (стихи Р. Рождественского)
- Евпатория (стихи И. Гофф)
- Страдания; из кинофильма «Белые росы» (стихи М. Танича)

1984
- А может быть (стихи Е. Долматовского)
- Песня геолога (стихи К. Ваншенкина)

1985
- А сердце всё надеется (стихи И. Гофф)
- Замужем так не поётся (стихи И. Гофф)
- Любимые голоса (стихи Р. Гамзатова)
- Песни военных годин (стихи Р. Гамзатова)
- Годы, мои годы (стихи М. Танича)
- Воскресная прогулка (стихи Р. Рождественского)
- Я выхожу на сцену (стихи Р. Рождественского)

1986
- Так повелось (стихи В. Меньшикова)
- Замечательное средство (стихи И. Шаферана)
- Другу-десантнику (стихи К. Ваншенкина)
- Я — дома; из кинофильма «Подвиг Одессы» (стихи И. Шаферана), лауреат Песни-86
- Отчего ты плачешь, старая лоза? (стихи И. Гофф)

### Инструментальные сочинения
- Полька
- Краковяк
- Вальс до мажор
- Фигурный вальс ля мажор
- Вальс-мазурка
- Танго «В раздумье» (с И. Шаховым)
- Румба
- «Галоп» си-бемоль минор
- Фокстрот «Гулянье»
- Именины лисы (фокстрот-юмореска)
- Серенада
- Скерцо ля мажор
- Скерцо ми мажор
- Интродукция
- Медленный фокстрот (для двух фортепиано с оркестром)
- Сюита (4 части)

### Музыка к кинофильмам
- 1963 — Короткие истории
- 1964 — Весеннее настроение (фильм-спектакль) (шуточная песня «Он, она и луна»)
- 1965 — Женщины
- 1965 — Компот (сюжет № 33 в киножурнале «Фитиль»)
- 1965 — Срочно! 03!, Петенька (сюжет № 34 в киножурнале «Фитиль»)
- 1966 — Зануда (сюжет № 51 в киножурнале «Фитиль»)
- 1966 — Чёрт с портфелем
- 1967 — Бегущая по волнам
- 1968 — Мужской разговор
- 1968 — Новенькая
- 1968 — Новые приключения неуловимых
- 1968 — Папина жена (короткометражный)
- 1969 — Ищите и найдёте
- 1969 — Про Клаву Иванову
- 1969 — Мистер Твистер (короткометражный)
- 1970 — В Москве проездом…
- 1970 — Впереди день
- 1970 — Кавказец родом из Цада (документальный) (песня «Журавли»)
- 1970 — Двадцать седьмой неполный (телеспектакль)
- 1970 — Корона Российской империи, или Снова неуловимые
- 1970 — Приключения жёлтого чемоданчика
- 1971 — Путина
- 1972 — Четвёртый
- 1972 — Чудак из пятого «Б»
- 1973 — Анискин и Фантомас (совместно с В. Шаинским)
- 1973 — Дача
- 1973 — Двое в пути
- 1973 — Неисправимый лгун
- 1973 — По собственному желанию
- 1974 — Вылет задерживается (также сам исполняет свою песню)
- 1974 — Кыш и Двапортфеля
- 1974 — Позорное пятно (сюжет № 1 в киножурнале «Ералаш»)
- 1974 — Потому что люблю
- 1975 — Братушка
- 1975 — Когда наступает сентябрь
- 1975 — Это мы не проходили
- 1976 — Моё дело
- 1977 — Отклонение — ноль
- 1977 — Хомут для Маркиза
- 1978 — Вас ожидает гражданка Никанорова
- 1980 — Незваный друг
- 1981 — Всего дороже (фильм № 1 «Первый день мира», фильм № 8 «Надо мечтать») (документальный) (совместно с В. Казениным)
- 1981 — Против течения (песня на стихи Николая Заболоцкого "Спой мне, иволга...")
- 1982 — Где-то плачет иволга…
- 1982 — День рождения
- 1983 — Белые росы
- 1985 — Город невест
- 1985 — Подвиг Одессы
- 1986 — С неба на землю
- 1988 — Вознесение
- 1988 — Дорогое удовольствие

### Музыка к мультфильмам
- 1962 — Две сказки
- 1962 — Светлячок № 2
- 1962 — Сказки про чужие краски
- 1963 — Светлячок № 3
- 1963 — Свинья-копилка
- 1964 — Роковая ошибка (сюжет № 29 в киножурнале «Фитиль»)
- 1965 — Здравствуй, атом!
- 1966 — Караул, целуются! (сюжет № 48 в киножурнале «Фитиль»)
- 1966 — Сегодня день рождения
- 1967 — Будильник
- 1967 — А вот и я! (сюжет № 58 в киножурнале «Фитиль»)
- 1967 — Громоотвод (сюжет № 60 в киножурнале «Фитиль»)
- 1968 — Место под солнцем (сюжет № 68 в киножурнале «Фитиль»)
- 1968 — Светлячок № 8
- 1969 — Бабушкин зонтик
- 1970 — Рассказы старого моряка. Необычайное путешествие
- 1971 — Рассказы старого моряка. Необитаемый остров
- 1972 — Рассказы старого моряка. Антарктида
- 1976 — Стойкий оловянный солдатик
- 1977 — Как Маша поссорилась с подушкой
- 1978 — Маша больше не лентяйка
- 1979 — Колёса, колёса... (сюжет № 200 в киножурнале «Фитиль»)
- 1979 — Маша и волшебное варенье
- 1985 — Огуречная лошадка
- 1986 — Петух и боярин

### Музыка к театральным и эстрадным спектаклям
- 1968 — «Таня» А. Арбузова (Театр-студия киноактёра)
- 1970 — «Сёстры-разбойницы» К. Финна (Московский драматический театр имени Н. В. Гоголя)
- 1971 — «Конец — делу венец» У. Шекспира (Московский драматический театр имени Н. В. Гоголя)
- 1971 — «Мужчина и женщина» Л. Зорина. Исполнители — М. Миронова и А. Менакер
- 1976 — «Номер в отеле» Н. Саймона, Н. Ильиной, Г. Горина. Исполнители — М. Миронова и А. Менакер.
- 1980 — «Беспокойтесь, пожалуйста» Р. Виккерса, А. Каневского. Исполнители — Ю. Тимошенко и Е. Березин
- 1985 — «Прощай, конферансье» Г. Горина (Театр Сатиры)
- 1985 — «Двухкомнатная комедия со всеми удобствами» А. Виккерса, А. Каневского. Исполнители — Ю. Тимошенко и Е. Березин.

### Музыка к радиоспектаклям (грампластинки)
- 1961 — Приключения Незнайки (совместно с И. Шаховым)
- 1961 — Незнайка-путешественник (совместно с И. Шаховым)

### Роли в кино
- 1968 — Новые приключения неуловимых — скрипач
- 1970 — Приключения жёлтого чемоданчика — гражданин у телефона-автомата
- 1971 — Корона Российской империи, или Снова неуловимые — официант Луи (Леонид)
- 1978 — Мужчина и женщина (фильм-спектакль) — композитор за роялем

### Участие в фильмах
- 1967 — Фестиваль джаза (документальный)
- 1983 — Я возвращаю Ваш портрет (документальный)
- 2005 — Ян Френкель (из цикла передач телеканала ДТВ «Как уходили кумиры») (документальный)

## Интересный факт
По словам Эдуарда Успенского, автора цикла книг о крокодиле Гене и его друзьях, именно Ян Френкель стал прообразом этого знаменитого персонажа, который «позаимствовал» у композитора черты характера и стиль. В 1983 году писатель заявил об этом на праздновании 50-летия издательства «Детская литература». Позднее в интервью, опубликованном в книге «Город мастеров. Беседы по существу», Успенский отметил, что не раз говорил о сходствах Френкеля и Гены: «Мы с ним работали вместе одно время, он помог наделить моего крокодила вполне конкретными человеческими качествами вплоть до походки. Кстати, Ян об этом знал и не обижался».

## Дискография
- 1962 — Ян Френкель. Песни
(ЕP, «Аккорд», Д-00010893-4)
- 1965 — Ян Френкель. Песни
(LP, «Мелодия», Д 15859-60)
- 1966 — Композиторы-исполнители своих песен. Ян Френкель
(ЕP, «Мелодия», Д-00016959-60)
- 1968 — Песни Яна Френкеля
(EP, «Мелодия», 33Д-00021869-70)
- 1973 — Композитор и исполнитель Ян Френкель
(EP, «Мелодия», 33Д-00034145-6)
- 1978 — Песни Яна Френкеля
(LP, «Мелодия» и «Балкантон», С90-10819-20)
- 1978 — Для тебя. Песни Яна Френкеля
(LP, «Мелодия», С60-10469-70)
- 1978 — Обучаю игре на гитаре
(LP, «Мелодия», С60—09917-18)
- 1982 — Ян Френкель. Взрослая пора
(LP, «Мелодия», С60-17859-60)
- 1986 — Ян Френкель. Музыка из кинофильмов
(LP, «Мелодия», С60 22945 009)
- 1987 — Это песня для близких друзей…
Поёт Андрей Миронов
(LP, «Мелодия», С60-26029-004)
- 1995 — Ян Френкель. Для тебя
(CD, «Murzik Records», MA 011)
- 2001 — Ян Френкель. Избранное
(CD, «Мистерия»)

## Сборники песен
- «Текстильный городок» (песни на стихи М. Танича).— М.: «Молодая гвардия». 1964.
- «Как тебе служится?» — М.: «Воениздат». 1965.
- Я. Френкель. Песни для голоса в сопровождении фортепиано (баяна).— М.: «Музыка». 1969.
- Я. Френкель. Песни для детей школьного возраста.— М.: «Музыка». 1972.
- Я. Френкель. Песни для голоса в сопровождении фортепиано (баяна).— М.: «Сов. композитор». 1975.
- Я. Френкель. Песни для голоса в сопровождении фортепиано (баяна).— М.: «Музыка». 1980.
- «Взрослая пора».— М.: «Советская Россия». 1982.
- «О разлуках и встречах».— М.: «Сов. композитор». 1982.